# 久慈刺鱗蛉屬
久慈刺鳞蛉（日语：久慈琥珀利鎌虫、クジコハクトガマムシ，學名：Kujiberotha），是一種已滅絕的昆蟲，生活於白堊紀後期。屬名取自「久慈市」；種名則取自日本男演員「香川照之」。

## 發現與簡述
久慈刺鳞蛉於2006年在日本岩手縣久慈市的白堊紀地層中出土，由當時的久慈琥珀博物館館長佐々木和久」發現。此後長期被認為是日本唯一的螳螂化石。經過研究後發現實際上是刺蛉科（Rhachiberothidae）的一種，也是東亞首次發現的刺蛉科化石。

## 大眾文化
- 日本特攝電視劇《假面騎士ZERO-ONE》中的怪人「Berotha MAGiA」，以久慈刺鱗蛉為原型。